# إيغون إريكسون
إيغون إريكسون (بالإنجليزية: Egon Erickson)‏ هو منافس ألعاب قوى أمريكي، ولد في 4 يوليو 1888 في غوتنبرغ في السويد، وتوفي في 20 يناير 1973 في ذا برونكس في الولايات المتحدة.

## وصلات خارجية
- إيغون إريكسون على موقع أوليمبيديا (الإنجليزية)